# Џо Ковач
Џозеф Матијас Ковач (енгл. Joseph Mathias Kovacs; Назарет, 28. јун 1989.) амерички је атлетичар који се такмичи у бацању кугле и има лични рекорд од 23,23 метара на отвореном и 22,05 метара у затвореном простору. Освојио је златне медаље на светским првенствима 2015. и 2019. године. Освојио је сребрне медаље на Светском првенству 2017. и 2022. као и на Олимпијским играма 2016, 2020 и 2024. Његов лични рекорд од 23,23 метра га чини другим најбољим такмичарем свих времена у бацању кугле.

## Рани живот и образовање
Ковач је рођен у Назарету у Пенсилванији 28. јуна 1989. године. У католичкој средњој школи био је одличан у бацању диска и кугле. Похађао је Државни универзитет Пенсилваније где је стекао диплому из науке о Земљи и минералима. Завршио је постдипломске студије из области педагогије.

## Атлетска каријера
Ковач је освојио сребрну медаљу на Олимпијским играма 2016. хицем од 21,78 метара. 5. октобра 2019. године, Ковач је освојио златну медаљу на Светском првенству у бацању кугле са 22,91 метара у драматичном финалу.
Ковач је заузео 3. место на Светском  првенству 2023. у Будимпешти, да би следеће године освојио сребрну медаљу на Олимпијским играма 2024. у Паризу.

## Лични живот
Ковач је у браку са Ешли Ковач (девојачко Мафет) која му је од 2019. постала тренер. Ковач је мађарског порекла и идентификовао се као Американац мађарског порекла.